# Брянские леса
Бря́нские леса́ — лесной массив по левобережью реки Десны и её притоков — Снежети, Болвы и других. Большей частью находятся на территории Брянской области, а также на юго-западе Калужской области (Россия), севере Сумской и Черниговской областей Украины. Для охраны уникальной природы этих мест создан заповедник «Брянский лес». В 1989—2009 годах в Брянске работал одноимённый музей.
Из типов лесов по древесным породам в брянских лесах наиболее распространены сосняки (47%) и березняки (32%).
Фауна Брянских лесов разнообразна. В 1950-х годах из млекопитающих здесь обитали белка, куницы, лось, бурый медведь, лисица и зайцы; а из птиц, например, утки, рябчик и глухарь. На реке Неруссе обитали бобры.

## История
Предположительно впервые брянские леса упоминаются в одной из летописей XII века как «лесная земля» за Карачевом. Во времена Древней Руси брянские леса, занимавшие значительно более обширную площадь, чем сегодня, долгое время отделяли поднепровский очаг русской цивилизации от так называемого Залесья. Лишь к середине XII века, при киевском князе Владимире Мономахе, через них была проложена «прямоезжая дорога», что поспособствовало усилению славянской колонизации Северо-Восточной Руси.
Во время Северной войны через леса проходила оборонительная линия, засечная черта от Смоленска до Севска, строительство которой было начато в марте 1706 года. В частности, к легенде военно-топографической карты засечной черты (вероятно упоминаемым в донесении Василия Корчина Петру I за 17 апреля 1706 года, и в создании которой Кормчин, предположительно, принимал активное участие) указано следующее:

А° 1706 марта в день зачата линия засечная ниже Смоленска двадцать верст и поведена мимо Рословля и от Рословля Брянским лесом до черкаскаго городка Почепа, а против Почепа верст немного болыпи десяти поля, где красная черта положена, делать земленую линию от Брянского леса до Старого Почепища четыре версты.

### В годыВеликой Отечественной войны
В 1941—1943 годах брянские леса и прилегающие к ним Дятьковские, Клетнянские, Софиевские и другие леса стали одним из крупнейших районов партизанского движения в СССР. В них сражалось до 60 тыс. партизан (в том числе свыше 8 тыс. женщин), действовало 3 подпольных окружкома (Навлинский, Дятьковский, Новозыбковский), 3 горкома (Брянский, Орджоникидзеградский, Клинцовский), 23 райкома ВКП(б), 16 райкомов ВЛКСМ. В 1942 году из отдельных партизанских отрядов в брянских лесах сформировано 31 партизанское соединение: 27 бригад, партизанский артиллерийский полк, 3 соединения украинских партизан.
С сентября 1941 года по сентябрь 1943 года партизаны брянских лесов уничтожили свыше 100 тысяч солдат и офицеров немецко-фашистских войск, подорвали около 1000 эшелонов, сотни мостов, сотни километров железнодорожного полотна. В брянских лесах оперировали отряды и соединения орловских и курских партизан, базировались украинские партизанские соединения С. А. Ковпака, А. Ф. Фёдорова, А. Н. Сабурова. Руководство партизанским движением осуществляли Брянский и Западный штабы партизанского движения, Орловский обком ВКП(б). В брянских лесах действовали 7 партизанских аэродромов. 17 сентября 1943 года части Красной Армии при поддержке партизан освободили города Брянск и Бежица.
За мужество и отвагу 11 партизан Брянщины удостоены звания Героя Советского Союза, около 16 тыс. партизан и подпольщиков награждены орденами и медалями.
В 1966 году на площади Партизан в Брянске открыт мемориал советским воинам и партизанам, в 1969 году близ Белых Берегов открыт мемориальный комплекс «Партизанская поляна», в Клетне — памятник партизанам 1-й Клетнянской бригады (скульптор Г. П. Пензев, архитектор Ю. И. Тарабрин). В 1961 году в Навле создан Музей Партизанской Славы. В 1960—1970-х годах в брянских лесах на месте партизанских лагерей и баз создано 8 историко-мемориальных заповедников. В 1983 году город Дятьково награждён орденом Отечественной войны 1-й степени.
Осенью 1942 года появилась известная песня «Шумел сурово Брянский лес», ставшая официальным гимном Брянской области.